# ليتيسيا روميرو
ليتيسيا روميرو (بالإسبانية: Leticia Romero)‏ مواليد 28 مايو 1995 في لاس بالماس دي غران كناريا، جزر الكناري، إسبانيا، هي لاعبة كرة سلة إسبانية. تم اختيارها من قبل فريق كونيتيكت صن خلال الدرافت. يبلغ طولها 5 قدم 10 بوصة (1.8 م). مثلت منتخب بلادها. شاركت في دورة الألعاب الأولمبية الصيفية سنة 2016.

## سجل المنافسة
شاركت في المنافسات التالية:
- الألعاب الأولمبية الصيفية 2016
- كأس العالم لكرة السلة للسيدات 2014

## الميداليات
| الميدالية | المسابقة                           |
| --------- | ---------------------------------- |
| فضية      | الألعاب الأولمبية الصيفية 2016     |
| فضية      | كأس العالم لكرة السلة للسيدات 2014 |

## روابط خارجية
- ليتيسيا روميرو على موقع الاتحاد الدولي لكرة السلة (الإنجليزية)
- ليتيسيا روميرو على موقع الاتحاد الوطني لكرة السلة النسائية (الإنجليزية)
- ليتيسيا روميرو على موقع كرة السلة الأوروبية.كوم (الإنجليزية)
- ليتيسيا روميرو على موقع كلية كرة السلة في سبورتس رفرنس.كوم (الإنجليزية)
- ليتيسيا روميرو على موقع بروبوليرز (الإنجليزية)
- ليتيسيا روميرو على موقع سبورتس رفرنس (الإنجليزية)
- ليتيسيا روميرو على موقع سبورتس رفرنس (الإنجليزية)
- ليتيسيا روميرو على موقع اللجنة الأولمبية الدولية (الإنجليزية)
- ليتيسيا روميرو على موقع أوليمبيديا (الإنجليزية)